# Jeff Kent
Jeffrey Franklin Kent (ur. 7 marca 1968) – amerykański baseballista, który występował głównie na pozycji drugobazowego przez 17 sezonów w Major League Baseball.
Kent studiował na UC Berkeley, gdzie w latach 1987–1989 grał w drużynie uniwersyteckiej California Golden Bears na pozycji łącznika. W czerwcu 1989 został wybrany w dwudziestej rundzie przez Toronto Blue Jays, w którym zadebiutował 12 kwietnia 1992. W tym samym roku w ramach wymiany zawodników przeszedł do New York Mets, a w sezonie 1996 grał w Cleveland Indians.
W listopadzie 1996 podpisał kontrakt z San Francisco Giants, zaś trzy lata później po raz pierwszy wystąpił w Meczu Gwiazd. W sezonie 2000 ze średnią uderzeń 0,334 (6. wynik w lidze), zaliczając między innymi 196 uderzeń (5. wynik w lidze) i 125 RBI (4. wynik w lidze), został wybrany najbardziej wartościowym zawodnikiem w National League, a także po raz pierwszy otrzymał nagrodę Silver Slugger Award. Grał jeszcze w Houston Astros i Los Angeles Dodgers.
| Nagroda/wyróżnienie     | Lata                         | Źródło |
| MVP National League     | 2000                         | [ 4 ]  |
| 5× All-Star             | 1999, 2000, 2001, 2004, 2005 | [ 3 ]  |
| 4× Silver Slugger Award | 2000, 2001, 2002, 2005       | [ 5 ]  |